# François Goeske
François Goeske, właściwie François Manfred André Göske (ur. 18 marca 1989 w Saint-Doulchard) – francusko-niemiecki aktor filmowy, radiowy i telewizyjny.

## Życiorys

### Wczesne lata
Urodził się w Saint-Doulchard we Francji. Już w dzieciństwie przejawiał talent muzyczny. Ponadto odkrył zainteresowanie do sztuki teatralnej. W wieku dziewięciu lat śpiewał w chórze dziecięcym w Bawarskiej Operze w Monachium, występował na scenie także jako solista w Cyganerii (La Bohème) Giacomo Pucciniego i Damie pikowej Piotra Czajkowskiego. Jako czołowy aktor dołączył do musicalu Uli Breesa Teddy - muzyczne marzenia (Teddy − ein musikalischer Traum).

### Kariera
Debiutował na ekranie w filmie Mały człowiek (Der kleine Mann, 2001) u boku Herba Andressa i Götza Otto. W komedii familijnej Latająca klasa (Das fliegende Klassenzimmer, 2003) z udziałem Sebastiana Kocha wystąpił jako Kreuzkamm Junior. Wkrótce potem użyczył swojego głosu głównemu bohaterowi - Mowgliemu w niemieckiej wersji Disneya Księga dżungli 2 (The Jungle Book 2, 2003). Za rolę Konrada w dramacie Kryształ górski (Bergkristall, 2004) został uhonorowany nagrodą Białego Słonia na Festiwalu Filmowym dla Dzieci 2005. 

## Wybrana filmografia

### Filmy fabularne
- 2001: Mały człowiek (Der kleine Mann) jako Theo
- 2002: Bibi Blocksberg jako Benny
- 2003: Latająca klasa (Das fliegende Klassenzimmer) jako Kreuzkamm Junior
- 2004: Kryształ górski (Bergkristall) jako Konrad
- 2005: Damals warst Du still (TV) jako Halbbruder Fischer (16)
- 2006: Französisch für Anfänger jako Henrik
- 2006: Ostatni pociąg (Der letzte Zug) jako Izzy (głos)
- 2007: Wyspa skarbów (Die Schatzinsel, TV) jako Jim Hawkins
- 2007: Tarragona - Ein Paradies in Flammen (TV) jako Michael
- 2008: Córka farmera (Grimm's Finest Fairy Tales: The Farmer's Daughter, TV)
- 2008: Most (Die Brücke, TV) jako Albert Mutz
- 2009: Śpiąca królewna (Dornröschen, TV) jako książę Fynn von Hagenberg
- 2009: Summertime Blues jako Alex Homann
- 2009: Wirus apokalipsy (Faktor 8 - Der Tag ist gekommen, TV) jako Frank
- 2013: Lost Place jako Daniel
- 2014: Besser als Nix jako Tom Rasmus
- 2015: Płatonow (Platonow, TV) jako Maxim

### Seriale TV
- 2007: LadyLand jako Sven Rainer Kiefer
- 2008: Tatort (Miejsce zbrodni) jako Ehrenfried Marbot
- 2010: Kommissarin Lucas jako Michi Schmidbauer
- 2011: SOKO Stuttgart jako Johannes Dahm
- 2011: SOKO Köln jako Nino Helmer
- 2012: Ein starkes Team jako Jannick
- 2013: Heiter bis tödlich - Akte Ex jako Marco Turtscha
- 2013: SOKO 5113 jako Julian Gruber
- 2014: Die letzte Spur jako Pascal Hagen
- 2014: Heiter bis tödlich - Hauptstadtrevier jako David Droschner
- 2014: Heldt jako Tom
- 2015: Armans Geheimnis jako Arman
- 2015: Tatort (Miejsce zbrodni) jako Tom Schosser